# 恋の終列車
「恋の終列車」（原題： Last Train to Clarksville）は、モンキーズが1966年に発表したデビュー曲。シングルとして発表された後、ファースト・アルバム『恋の終列車』（原題：The Monkees）にも収録された。作詞・作曲はトミー・ボイスとボビー・ハートのコンビにより、ビートルズの楽曲「ペイパーバック・ライター」のフェイド・アウトしていく部分にインスパイアされて作られたという。
本作は、NBC系列でテレビ・シリーズ『ザ・モンキーズ』の放映が開始される前月にリリースされ、1966年に全米1位を獲得。イギリスでは、2作目のシングル「アイム・ア・ビリーバー」の全英シングルチャート入りから3週間後の1967年1月28日付で本作もチャート・インを果たし、7週間トップ100入りして最高23位に達した。

## 他メディアでの使用例
- アメリカ映画『アフター・アワーズ』（1985年公開）のサウンドトラックで使用された[6]。
- アメリカ映画『ウィズ・ユー』（1998年公開）のサウンドトラックで使用された[7]。
- 2008年1月、音楽ゲーム『ロックバンド』のダウンロード用コンテンツの1つとして、本作のカヴァーがリリースされた[8]。

## カヴァー
- フォー・トップス - アルバム『リーチ・アウト』（1967年）に収録。
- ザ・ダイナマイツ - アルバム『ヤング・サウンドR&Bはこれだ!』（1968年）に収録。
- ジョージ・ベンソン - アルバム『シェイプス・オブ・シングス・トゥ・カム』（1968年）に、インストゥルメンタルのカヴァーを収録。
- プラスチックス - アルバム『WELCOME PLASTICS』（1980年）に収録。
- カサンドラ・ウィルソン - アルバム『ニュー・ムーン・ドーター』（1996年）に収録。
- ステラ・パートン - アルバム『Last Train to Memphis』（2015年）に収録。

## 備考
- ずうとるびに「恋の夜行列車」という楽曲がある。